# Universi Dominici Gregis
Universi Dominici Gregis (nghĩa là "đoàn chiên phổ quát của Chúa") là một Tông Hiến của Giáo hội Công giáo Rôma do Giáo hoàng Gioan Phaolô II ban hành vào ngày 22 tháng 2 năm 1996, thay thế Tông Hiến Romano Pontifici Eligendo của Giáo hoàng Phaolô VI năm 1975. Tông Hiến này đề cập nhiều đến cách thức bầu một vị Giáo hoàng và nó được áp dụng lần đầu tiên cho cuộc Mật nghị Hồng y năm 2005 mà người trúng cử là Hồng y Joseph Alois Ratzinger - tức Giáo hoàng Biển Đức XVI.